# نالومینو موندیا
نالومینو موندیا (انگلیسی: Nalumino Mundia; ۲۷ نوامبر ۱۹۲۷ – ۸ نوامبر ۱۹۸۸) دیپلمات، و سیاستمدار اهل زامبیا بود. وی از ۱۸ فوریه ۱۹۸۱ تا ۲۴ آوریل ۱۹۸۵ نخست‌وزیر این کشور بود.
نالومینو موندیا در ۸ نوامبر ۱۹۸۸، بر اثر سکته قلبی در سن ۶۰ سالگی در لاپاز، بولیوی درگذشت.